# Galambos János (matematikus)
Galambos János (Zirc, 1940. szeptember 1. – 2019. december 19.) magyar származású amerikai matematikus.
Rényi Alfréd tanítványaként doktorált 1963-ban, majd egy évig az ELTE adjunktusa volt. 1970 óta a philadelphiai Temple Egyetem kutatója. Dolgozatok százait és számtalan könyvet publikált. Főleg valószínűségszámítással, számelmélettel és statisztikával foglalkozik.
1993-ban a Magyar Tudományos Akadémia külső tagjává választotta.

## Néhány könyve
- The Asymptotic Theory of Extreme Order Statistics, John Wiley, New York, 1978
- Advanced Probability Theory, Marcel Dekker, New York, 1988
- Bonferroni-type Inequalities with Applications, Springer-Verlag, New York, 1996